# Miyamayomena yuanqunensis
Miyamayomena yuanqunensis là một loài thực vật có hoa trong họ Cúc. Loài này được (J.Q.Fu) J.Q.Fu mô tả khoa học đầu tiên năm 1989.